# Wong Ngau Shan
Wong Ngau Shan (kinesiska: 黃牛山) är ett berg i Hongkong (Kina). Det ligger i den norra delen av Hongkong. Toppen på Wong Ngau Shan är 360 meter över havet.
Terrängen runt Wong Ngau Shan är huvudsakligen lite kuperad.  Centrala Hongkong ligger 12,4 km sydväst om Wong Ngau Shan. I omgivningarna runt Wong Ngau Shan växer i huvudsak städsegrön lövskog.